# La Seca
La Seca – gmina w Hiszpanii, w prowincji Valladolid, w Kastylii i León, o powierzchni 65,9 km². W 2011 roku gmina liczyła 1099 mieszkańców.